# دوبووو دروگیه
دوبووو دروگیه (به لهستانی:  Dubowo Drugie) یک روستا در لهستان است که در گمینا سوواوکی واقع شده‌است.